# Villa Fåhraeus, Saltsjöbaden

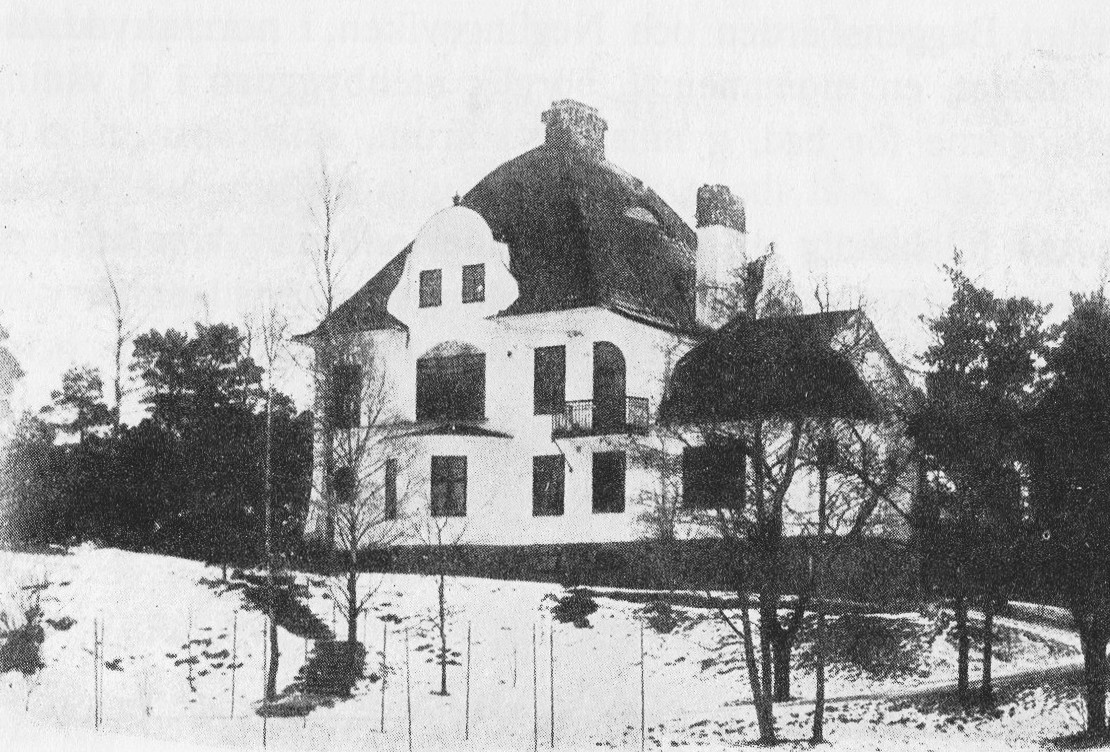
Villa Gröna udden 1910.

Villa Fåhraeus (även Villa Gröna udden) var en villa belägen vid nuvarande Ringvägen 56 i Saltsjöbaden, Nacka kommun. Villan uppfördes 1898 och revs i början av 1960-talet.

## Bakgrund

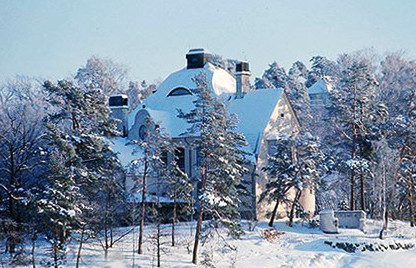
Villa Fåhraeus på 1960-talet.

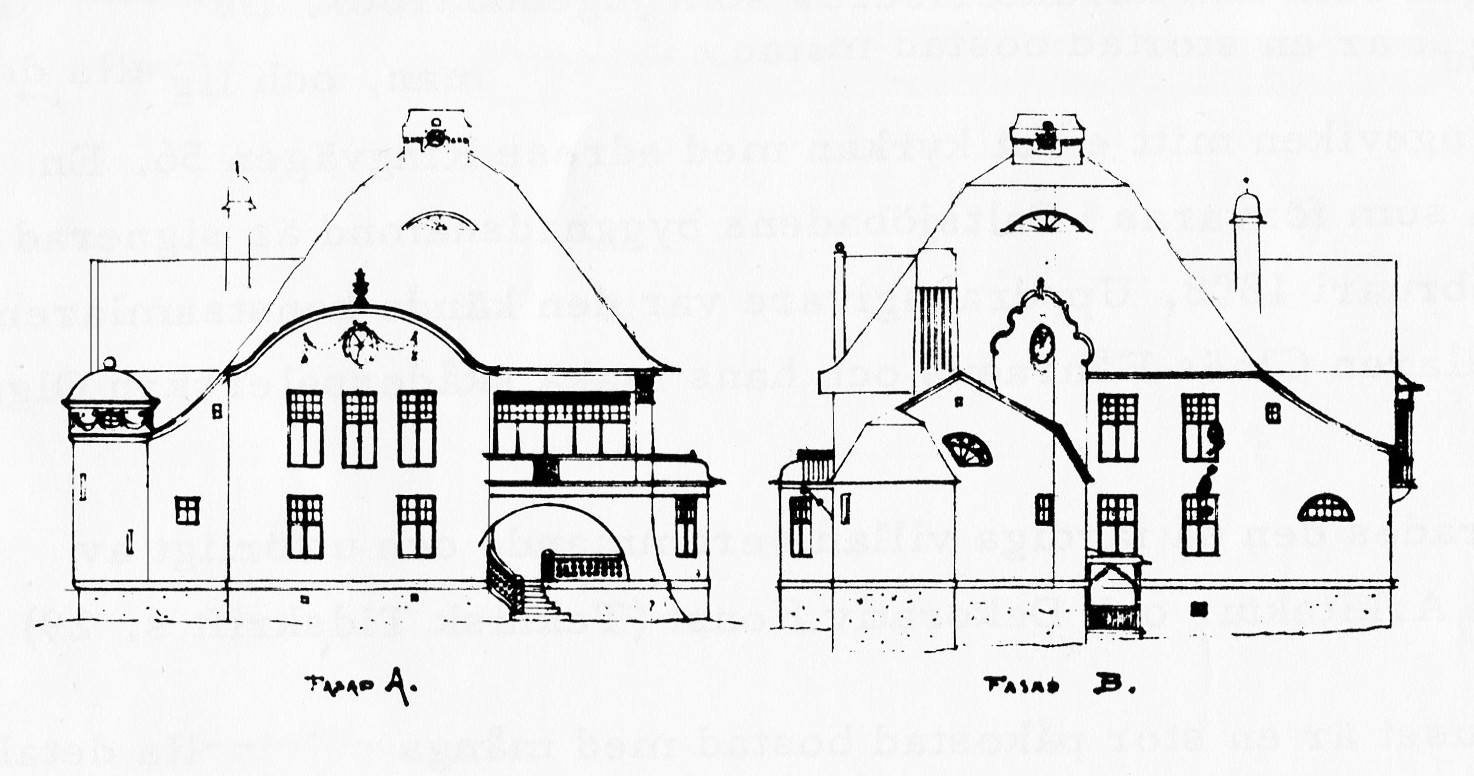
Fasader.

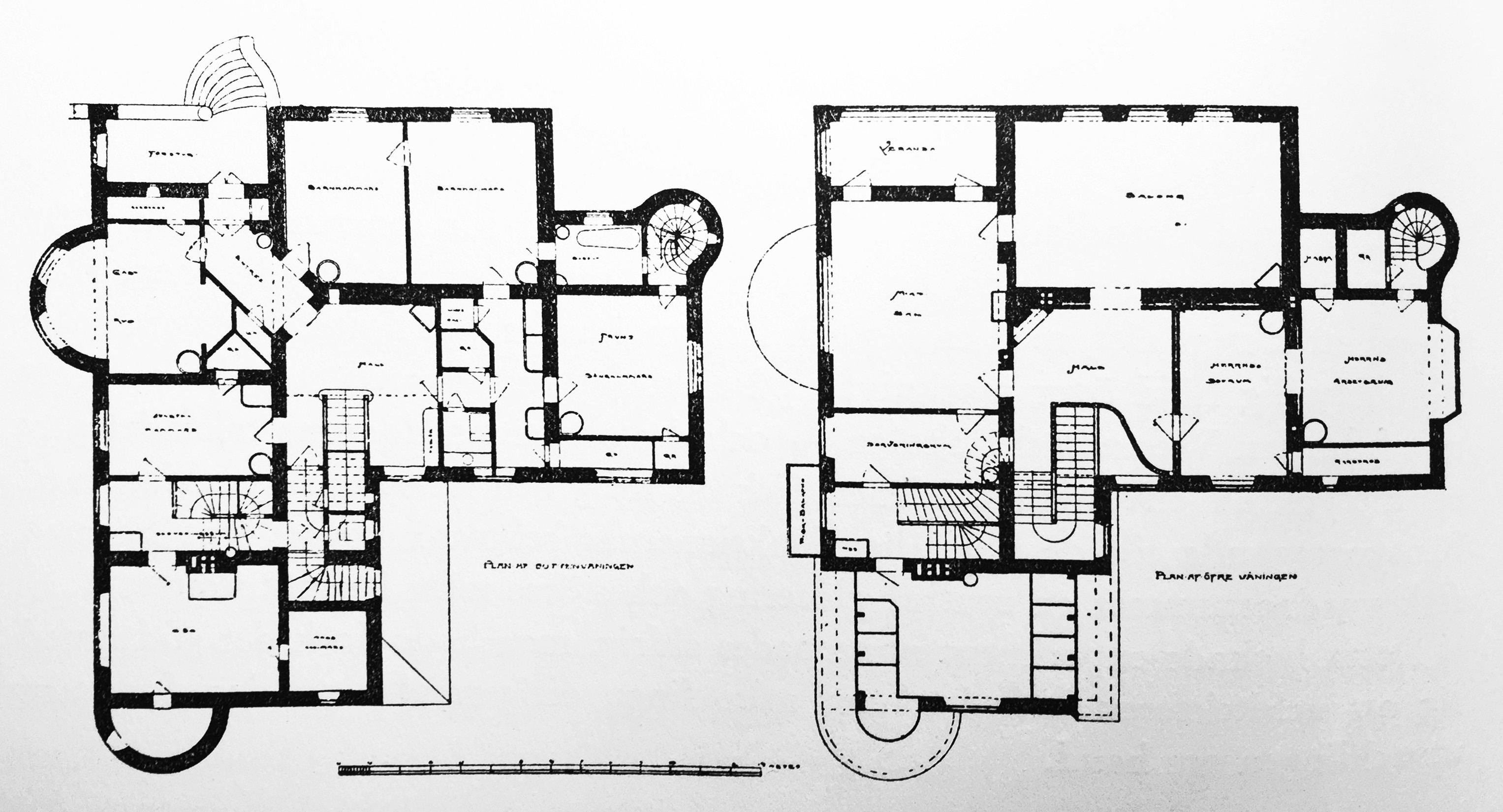
Planer.

Gällande den tidiga villabebyggelsens arkitektur i Saltsjöbaden skedde kring 1900 en förändring. Efter sommarvillor i schweizerstil, nationalromantik och american stick style började två ny trender göra sig gällande. Dels genom Carl Westman som ritade  faluröda hus inspirerade av svenskt allmoge och dels genom Gustaf Wickman som med Villa Fåhraeus anslöt till en mera internationell stil.

## Beskrivning
På en udde av Neglingeön med strandtomt mot Neglingemaren, strax söder om Tattbybron, lät konstsamlaren Klas Fåhraeus 1898 uppföra en påkostad villa som kallades "Gröna udden". Till arkitekt anlitades Gustaf Wickman som ritade ett vitputsat stenhus i jugendbarock. Villan hade två våningar och ett högt, toppigt och något rundat tak. 
Genom att lägga byggnadskropparna i vinkel erhölls en friare gruppering och större mått på de traditionella utrymmena. Genom rummens placering på ömse sidor av hjärtmuren fick man en i god belysning. Planen var i övrig okonventionell med sovrum och ekonomiavdelningar i bottenvåningen, medan sällskapsrummen dominerar övervåningen. Huset var ett enda stort konstgalleri med Sveriges största privata konstsamling. Byggnaden var familjen Fåhraeus bostad fram till 1913 då man flyttade till en magnifik villabyggnad på Lidingön, Högberga gård.
Villan i Saltsjöbaden stod kvar till början av 1960-talet, då den revs och tomten styckades i sex fastigheter varav fem bebyggdes. Kvarteret kallas fortfarande Stor-Klas efter Klas Fåhraeus.